# Relais 4 × 400 mètres féminin aux Jeux olympiques d'été de 1984
Pour un article plus général, voir Athlétisme aux Jeux olympiques d'été de 1984.
Navigation
Moscou 1980 Séoul 1988
L'épreuve du relais 4 × 400 mètres féminin aux Jeux olympiques de 1984 s'est déroulée les 10 et 11 août 1984 au Memorial Coliseum de Los Angeles, aux  États-Unis. Elle est remportée par l'équipe des États-Unis (Lillie Leatherwood, Sherri Howard, Valerie Brisco-Hooks et Chandra Cheeseborough).

## Résultats

### Finale
| Rang               | Athlètes                                                                    | Pays                 | Temps         | Notes |
| ------------------ | --------------------------------------------------------------------------- | -------------------- | ------------- | ----- |
| Médaille d'or      | Lillie Leatherwood Sherri Howard Valerie Brisco-Hooks Chandra Cheeseborough | États-Unis           | 3 min 18 s 29 | OR    |
| Médaille d'argent  | Charmaine Crooks Jillian Richardson Molly Killingbeck Marita Payne          | Canada               | 3 min 21 s 21 |       |
| Médaille de bronze | Heike Schulte-Mattler Ute Thimm Heidi-Elke Gaugel Gaby Bußmann              | Allemagne de l'Ouest | 3 min 22 s 98 |       |
| 4                  | Michelle Scutt Helen Barnett Gladys Taylor Joslyn Hoyte-Smith               | Royaume-Uni          | 3 min 25 s 51 |       |
| 5                  | Ilrey Oliver Cynthia Green Cathy Rattray Grace Jackson                      | Jamaïque             | 3 min 27 s 51 |       |
| 6                  | Patrizia Lombardo Cosetta Compana Marisa Masullo Erica Rossi                | Italie               | 3 min 30 s 82 |       |
| 7                  | M.D. Valsamma Vandana Rao Kurisingal Abraham Pilavullakandi Usha            | Inde                 | 3 min 32 s 49 |       |
|                    | Evelyn Mathieu Madeline de Jesus Angelita Lind Marie Lande Mathieu          | Porto Rico           | DNS           |       |

## Légende
Records et Performances
- AR : Record continental (area record)
- CR : Record des championnats (championship record)
- MR : Record du meeting (meet record)
- NR : Record national (national record)
- OR : Record olympique (olympic record)
- PR : Record paralympique (paralympic record)
- PB : Record personnel (personal best)
- SB : Meilleure performance personnelle de la saison (season's best)
- WL : Meilleure performance mondiale de l'année (world leader)
- WJR : Record du monde junior (world junior record)
- WR : Record du monde (world record)

Circonstances et Conditions
- DNF : N'a pas terminé (did not finish)
- DNS : N'a pas pris le départ (did not start)
- DQ : Disqualification (disqualification)
- NM : Aucun essai valable enregistré (No Mark)
- Q : Qualifié « directement » au prochain tour (ou à la prochaine compétition), lors d'une compétition majeure, grâce au classement ou à la réalisation des minima (automatic qualifier)
- q : Qualifié au prochain tour (ou à la prochaine compétition), lors d'une compétition majeure, grâce au repêchage ou à la réalisation de l'une des meilleures performances parmi celles des « non qualifiés directement » (grâce au meilleur temps ou à la meilleure distance par exemple) (secondary qualifier)